# Пенти Линосвуо
Хелсинки
Пенти Линосвуо (Васа, 27. март 1933 - 13. јул 2010), био је фински спортиста која се такмичио у стрељаштву. Једини је стрелац који је освојио златне медаље у дисциплинама 50м пиштољ и 25м пиштољ брза паљба.
Пет пута био је учесник Олимпијских игара. У Хелсинкију 1952. био је пети 25м пиштољем. У Мелбурну 1956. злато је освојио 50м пиштољем, а 25м пиштољем је био четврти. У Риму 1960. био је сребрни 25 м пиштољем. У Токију 1964. освојио је злато 25 м пиштољем, а у Мексико Ситију 1968. био је 11. у истоји дисциплини.
Бавио се и тренерским послом.